# Carlo di Blois
Carlo di Châtillon, o di Blois (Blois, 1319 circa – Auray, 29 settembre 1364), fu Duca consorte di Bretagna, assieme alla moglie, Giovanna di Penthièvre, dal 1341 alla morte; morì in fama di santità e nel 1904 papa Pio X confermò il suo culto come beato.

## Origine
Carlo, secondo sia il Dictionnaire de la noblesse che la Histoire de la maison de Chastillon-sur-Marne, era il figlio secondogenito del Conte di Blois e di Dunois e Signore d'Avesnes, di Trélon, di Guise, Guido I di Blois-Châtillon e di Margherita di Valois, che, secondo il Chronicon Guillelmi de Nangiaco, era figlia del conte di Valois, Conte di Angiò e del Maine, conte d'Alençon e conte di Chartres, Carlo di Valois, e della prima moglie, la Contessa di Angiò e del Maine, Margherita (citata col nome della seconda moglie), figlia secondogenita (prima femmina) di Carlo II d'Angiò, detto lo Zoppo, principe di Salerno e futuro conte d'Angiò e del Maine, conte di Provenza e Forcalquier, re di Napoli e re titolare di Sicilia, principe di Taranto, re d'Albania, principe d'Acaia e re titolare di Gerusalemme, e di Maria d'Ungheria (1257 ca. – 25 marzo 1323).
Guido I di Blois-Châtillon, secondo sia il Dictionnaire de la noblesse che la Histoire de la maison de Chastillon-sur-Marne, era il figlio primogenito del conte di Saint-Pol, Conte di Blois e di Dunois, Ugo II e di Beatrice di Fiandra, figlia del Conte di Fiandra e Marchese di Namur, Guido di Dampierre, e della contessa di Namur, Isabella di Lussemburgo, come conferma la Histoire ecclésiastique et civile du duché de Luxembourg et comté ..., Volume 5.

## Biografia
La madre, Margherita di Valois, era sorella del nuovo re di Francia Filippo VI di Valois, per cui Carlo di Blois era nipote del nuovo re di Francia, Filippo VI di Valois, scelto dai pari, in virtù della legge salica, contro le pretese di Edoardo III d'Inghilterra, discendente diretto di Filippo IV il Bello, ma per linea femminile.
Nel 1337, Carlo sposò Giovanna di Penthièvre, che, secondo le Mémoires pour servir de preuves à l'Histoire ecclésiastique et civile de Bretagne, Tome I, Giovanna era l'unica figlia del visconte di Limoges e Conte di Penthièvre, Guido di Penthièvre e della sua prima moglie, Giovanna d'Avaugour, contessa di Goello e signora d'Avaugour, come confermano le Mémoires pour servir de preuves à l'Histoire ecclésiastique et civile de Bretagne, Tome I; il padre di Giovanna, Guido, ancora secondo le Mémoires pour servir de preuves à l'Histoire ecclésiastique et civile de Bretagne, Tome I, era il figlio maschio secondogenito del visconte di Limoges e Conte di Richmond, Arturo II, futuro duca di Bretagna, Pari di Francia e conte di Penthièvre e della sua prima moglie, Maria, viscontessa di Limoges.
Giovanna era orfana di entrambi i genitori, e, quando il padre, Guido, era morto, nel 1331, a Nigeon, nei pressi di Parigi (oggi un quartiere di Parigi), Giovanna ereditò le contee di Goello e di Penthièvre, e divenne erede del ducato di Bretagna, in quanto suo zio, il duca di Bretagna e Pari di Francia, Giovanni III, che nonostante tre matrimoni, era ancora senza discendenza legittima.
Secondo il Chronicon Britannicum, Giovanni III morì nel 1341 (MCCCXLI obiit Johannes dux Britanniæ), il 30 aprile (ultima die mentis aprilis), precisando che fondò una cappella presso le mura di Nantes (capellam SS. Donationi et Rogatiani prope muros civitatis Nannetensis).
Dopo la morte di Giovanni III, senza eredi legittimi, per la successione al ducato ci furono due pretendenti: Carlo di Blois, marito di Giovanna e Giovanni di Montfort (fratellastro di Giovanni III, nato dal secondo matrimonio del padre, Arturo II di Bretagna con Iolanda di Dreux). Entrambi i pretendenti chiesero di rendere omaggio al re di Francia, Filippo VI; la corte di Parigi, dopo lunghe discussioni, si pronunciò a favore del nipote del re, Carlo di Blois; la Bretagna però era divisa, la parte orientale dove la terra era più fertile e si parlava francese, avendo rapporti con l'Angiò e la Francia, parteggiava per Carlo, mentre la parte occidentale, più brulle e selvaggia, dove si parlava il bretone, parteggiava per Giovanni di Montfort.
Sostenuti dalle amministrazioni locali e dalla piccola nobiltà, Giovanna ed il marito assunsero nel 1341 il controllo del ducato senza tenere in conto le rimostranze dell'altro pretendente, Giovanni di Montfort, che era appoggiato dagli inglesi di Edoardo III; e quando Giovanni di Montfort morì, nel 1345, sua moglie, Giovanna di Fiandra continuò la lotta per proteggere i diritti del proprio figlio, il futuro Giovanni V di Bretagna.

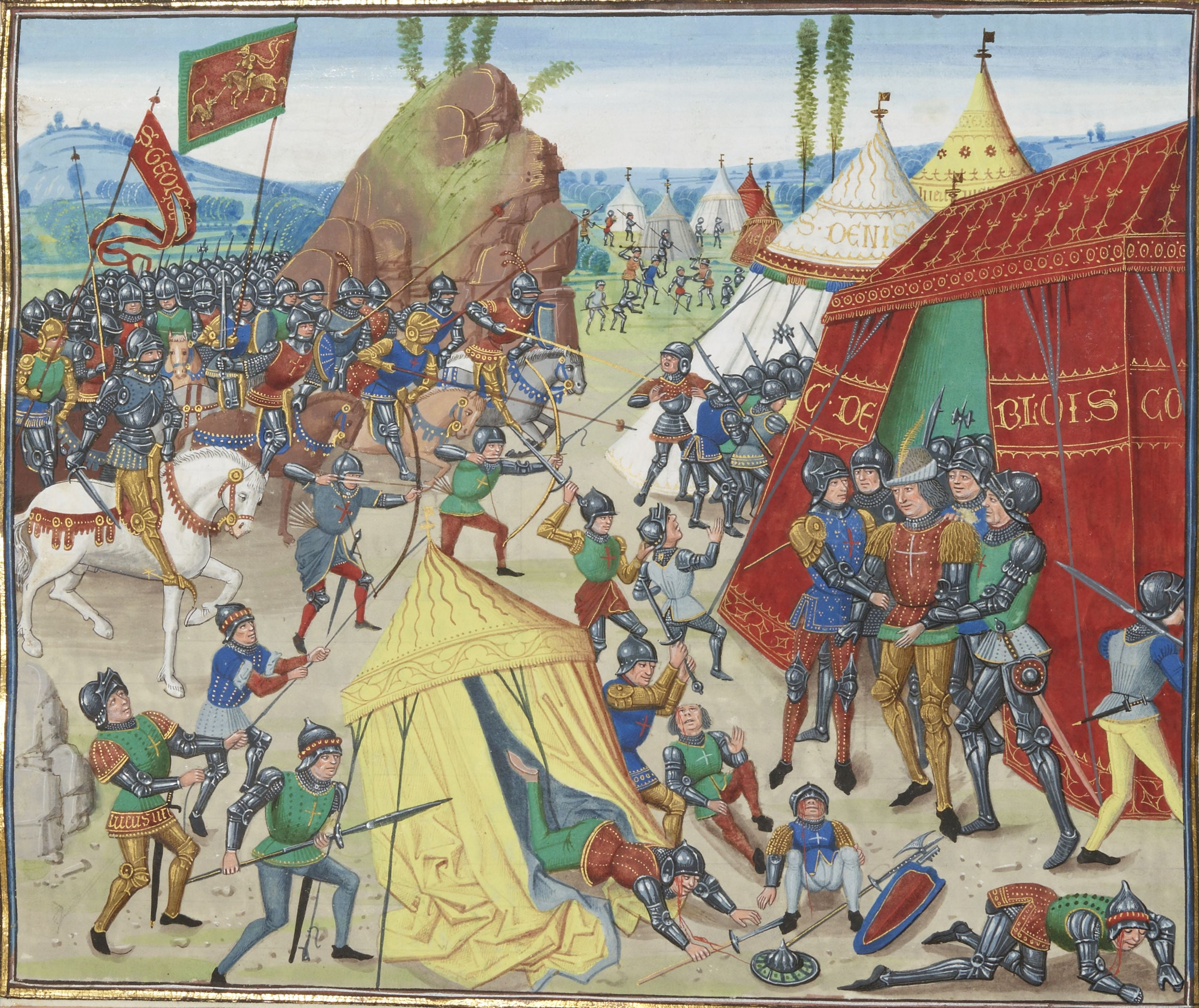
Carlo di Blois fatto prigioniero durante la battaglia di la Roche-Derrien.

Giovanna di Fiandra organizzò una propria resistenza ed utilizzò anche i mezzi diplomatici per proteggere le proprie pretese ed il figlio, in un assedio, arrivò anche ad indossare l'armatura per condurre la difesa della città. Fra le sue altre imprese si ricorda una spedizione che portò l'esercito bretone oltre le mura della città fino ad un campo nemico che venne razziato e bruciato ed anche la cattura del marito di Giovanna di Penthièvre, Carlo, che fu catturato dalle truppe inglesi alla battaglia a La Roche-Derrien, nel giugno del 1347 e fu a lungo imprigionato nella Torre di Londra; la guerra però continuò, condotta dalle due Giovanne: Giovanna di Penthièvre e Giovanna di Fiandra.

Dopo un accordo per la pace ed il pagamento di un riscatto, nel 1356 Carlo fu liberato, ma il conflitto riprese presto, in quanto orma era parte della guerra dei cent'anni.
Nel 1362 Giovanni di Montfort, il futuro Giovanni V di Bretagna, cercò di venire a patti con Carlo di Blois; ma Giovanna di Penthièvre non acconsentì alcuna trattativa, per cui la guerra riprese e benché Giovanna ed il marito fossero sostenuti dall'esercito di Bertrand du Guesclin il 29 settembre 1364, nella Battaglia di Auray, Carlo morì e il Du Guesclin fu fatto prigioniero e la guerra stessa finì con la vittoria degli inglesi e l'insediamento sul trono ducale di Giovanni, V duca di Bretagna. La vedova di Carlo, Giovanna di Penthièvre, con grandi difficoltà, fu costretta a firmare il Primo trattato di Guérande il 12 aprile 1365 in cui cedeva il titolo ducale con tutti i poteri a Giovanni, figlio di Giovanni di Montfort, che rese omaggio al re di Francia.

## Discendenza
Dal matrimonio della duchessa, Giovanna con Carlo di Blois nacquero cinque figli:
- Giovanni (1340-1404), conte di Penthièvre e di Goello e visconte di Limoges[18]
- Guido, fu ostaggio col padre in Inghilterra; morì senza discendenza[19]
- Enrico († dopo il 1400), che sostenne la madre, col secondo trattato di Garande, del 1381[19]
- Margherita (1339-1354), che sposò Carlo de La Cerda[20]
- Maria (1345-1404), che sposò Luigi I d'Angiò[21].

## Culto
Carlo di Blois con la sua morte nel 1341 fu canonizzato santo della Chiesa Cattolica per la sua devozione religiosa, ma il processo di canonizzazione fu poi annullato da Papa Gregorio XI su richiesta del nuovo duca di Bretagna Giovanni V di Bretagna, ormai nel pieno potere, e i documenti andarono perduti nella confusione del trasferimento della corte papale da Avignone.
Solo successivamente, il suo culto fu riconfermato da papa Pio X il giorno 14 dicembre 1904, dichiarandolo Beato.
L'elogio del beato Carlo di Blois si legge nel Martirologio romano al 29 settembre, data in cui viene festeggiato dalla Chiesa Cattolica.

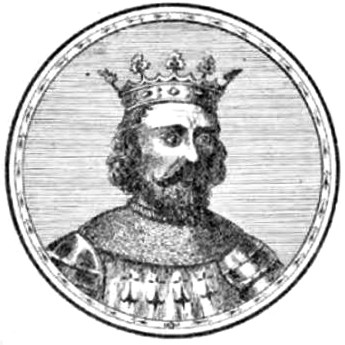
Immagine del beato Charles de Chattilon tratta da La Vie des Saints", di Yann-Vari Perrot, pubblicata nel 1912 (pag.692)
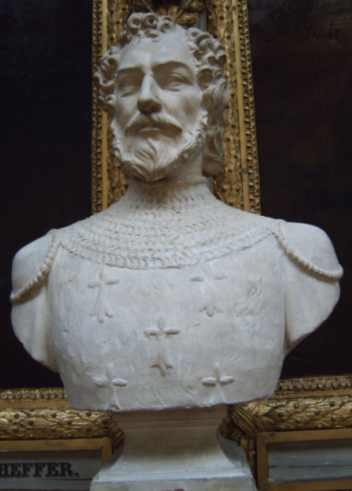
Carlo de Chattilon de Blois, battles gallery, Reggia di Versailles, Francia
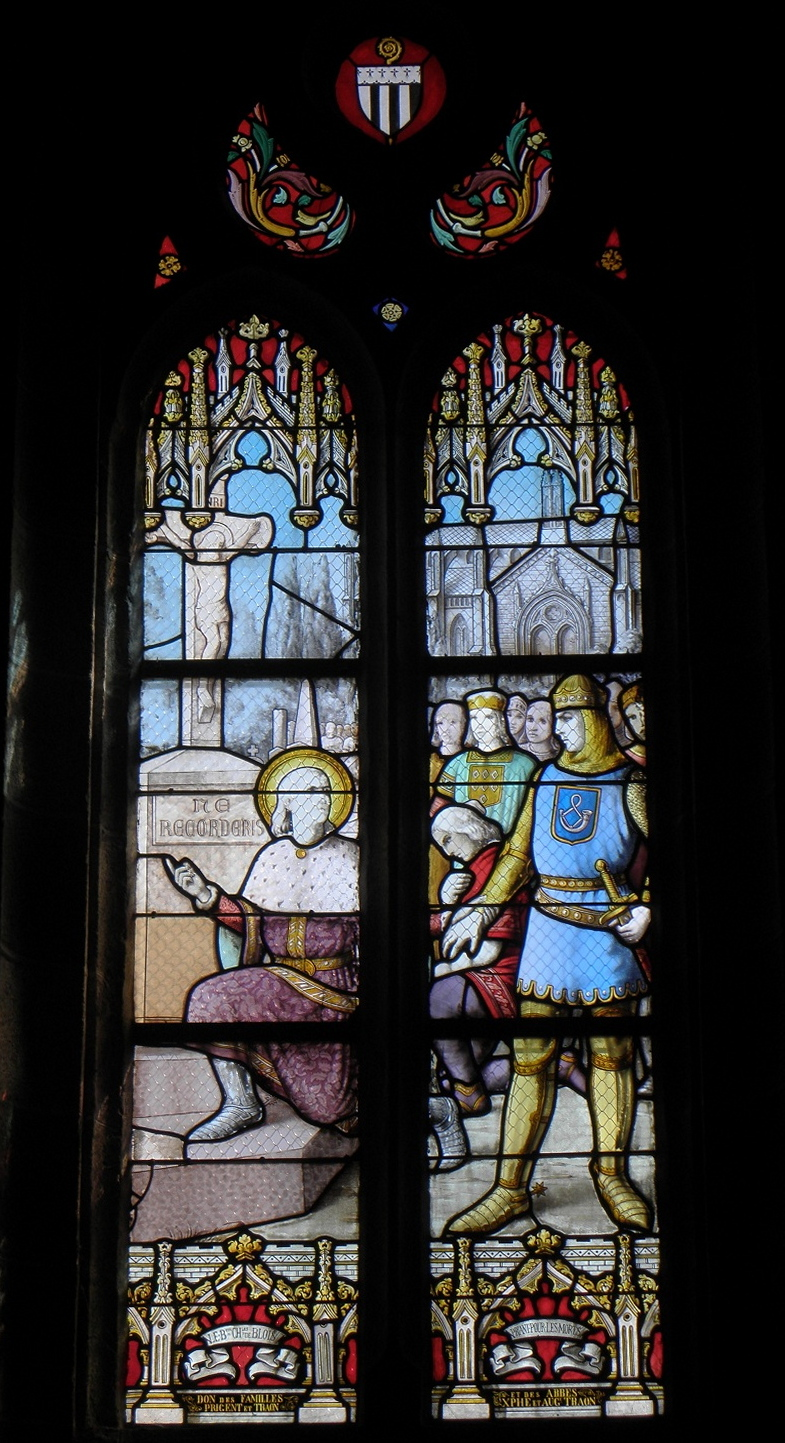
Beato Carlo de Chattilon nelle vetrate della chiesa di Saint-Pierre in Plounéour-Trez, Francia
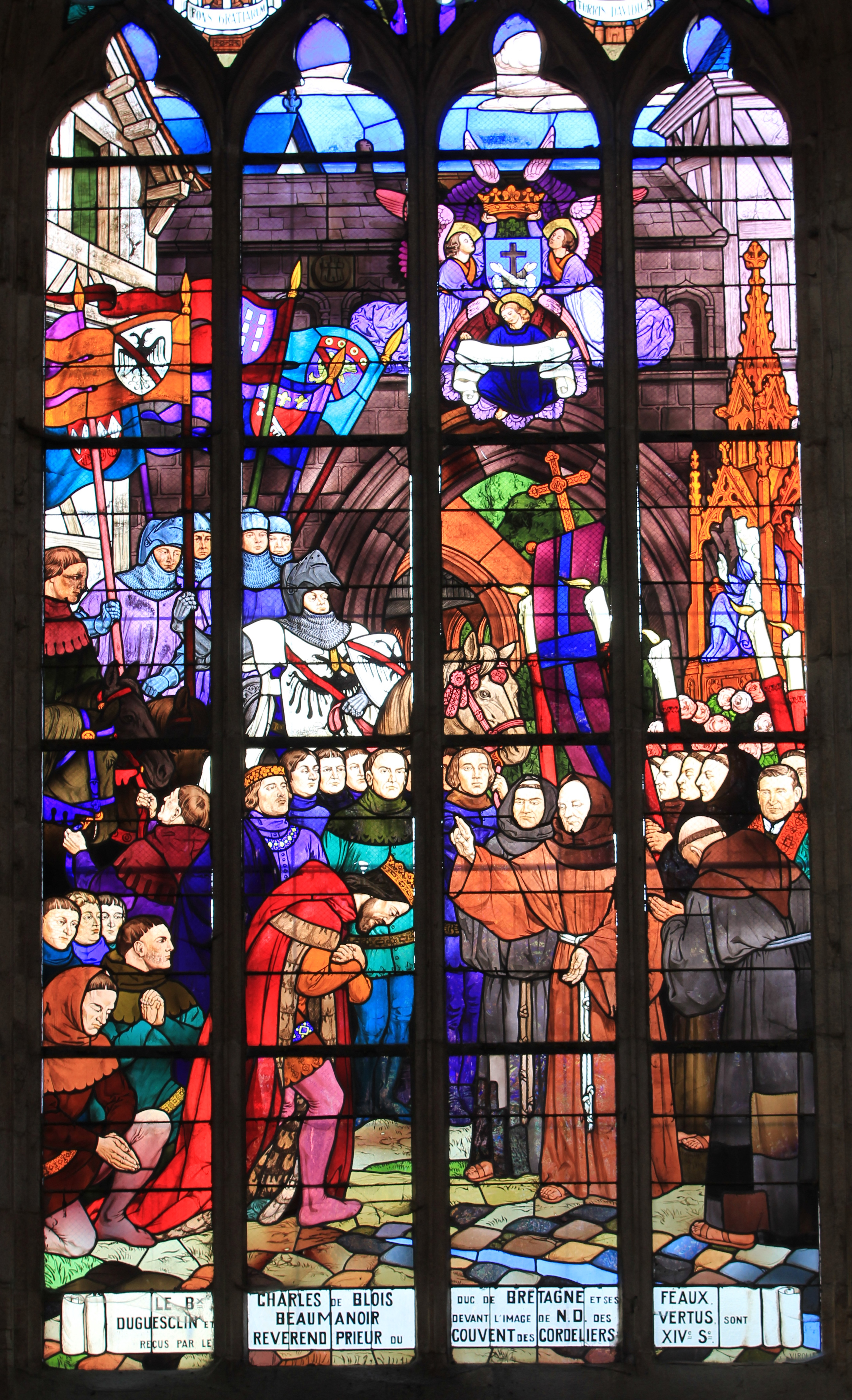
Beato Carlo de Chattilon nelle vetrate della chiesa di Saint-Malo in Dinan, Francia
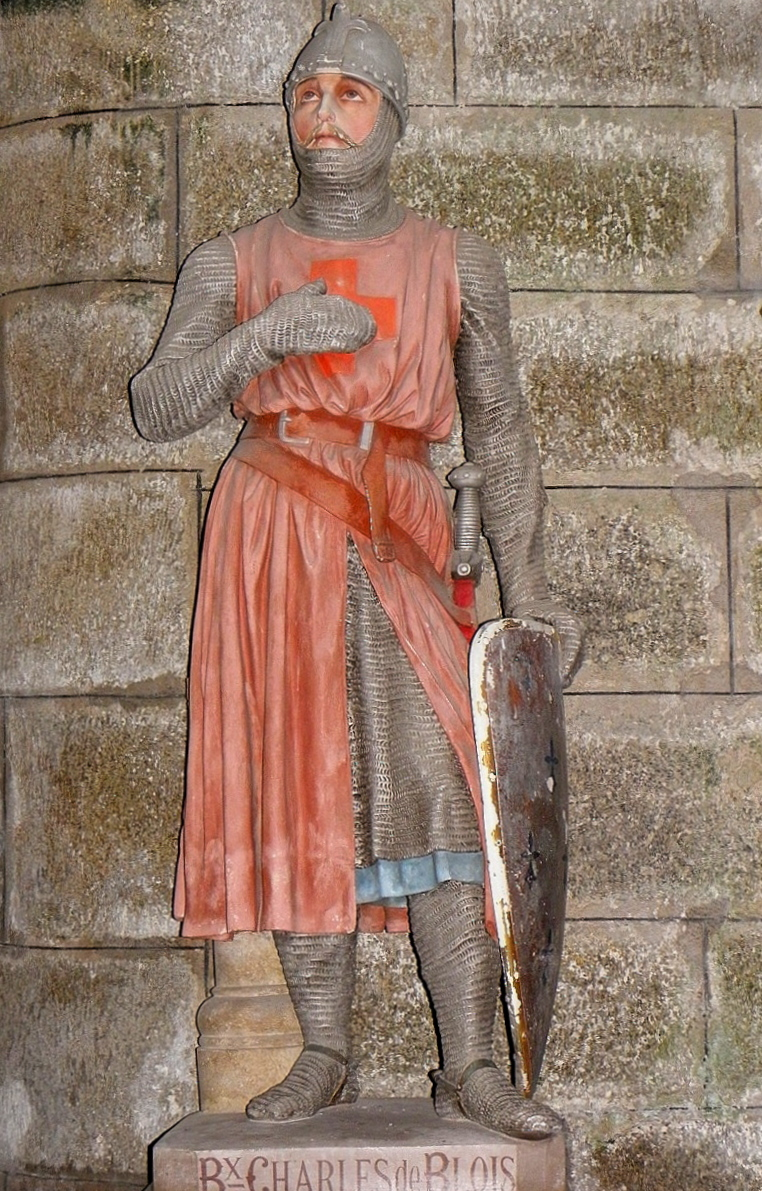
Statua del Cavaliere Beato Carlo Chattilon de Blois presso la Chiesa di Notre-Dame de Bulat-Pestivien (Bretagne)
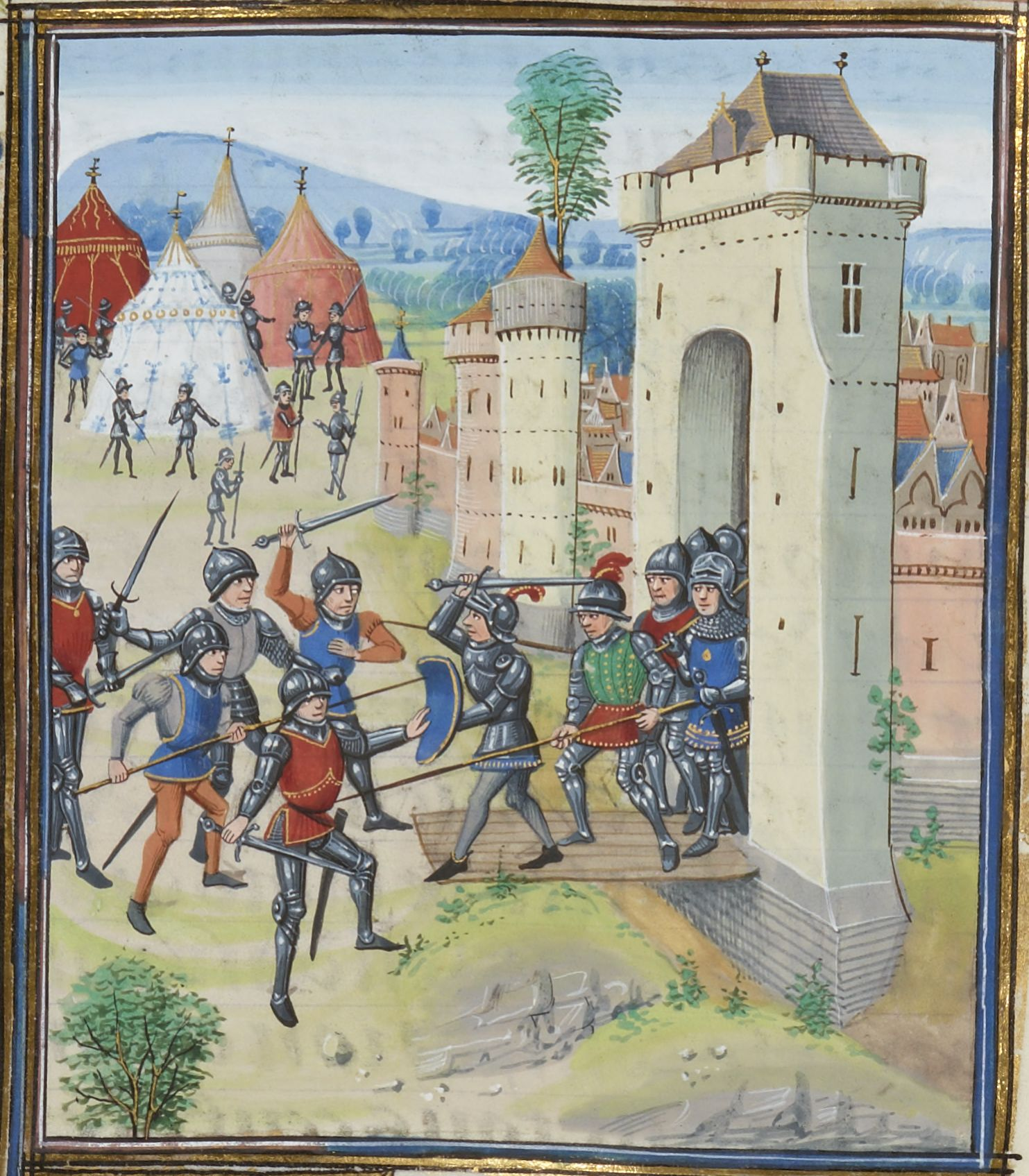
"Il Cavaliere Carlo Chattilon de Blois, alla guida del suo esercito contro l'Assedio di Hennebont nel 1342
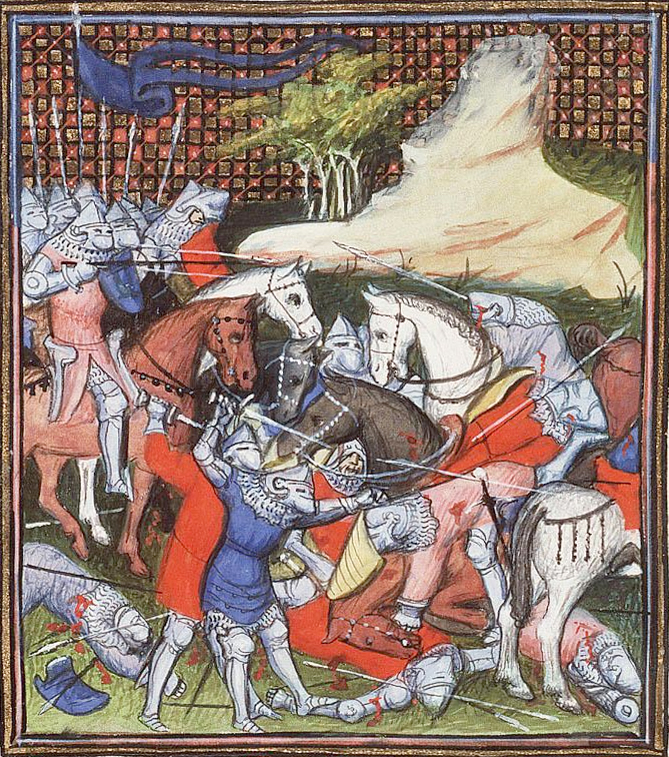
"Carlo de Chattilon preso prigioniero". Jean Froissart, Chroniques (Vol. I), 243x187 mm, nella Koninklijke Bibliotheek dal 1816
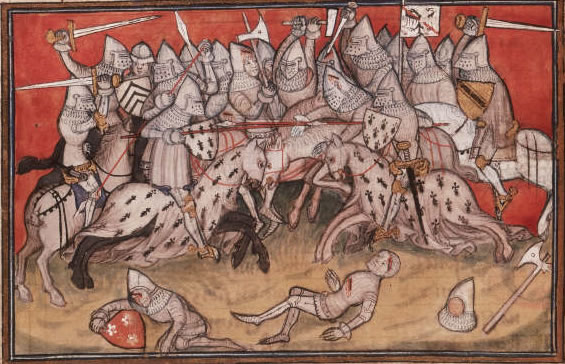
Battaglia di Auray dove perse la vita Carlo de Blois Chattilon nel 1364
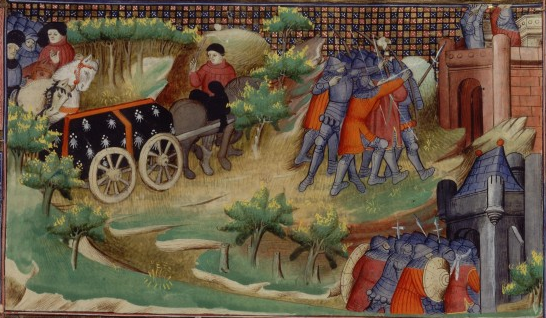
"Guerra di Successione di Bretagna" (1341-1364), Jean Froissart, Parigi, 15* secolo
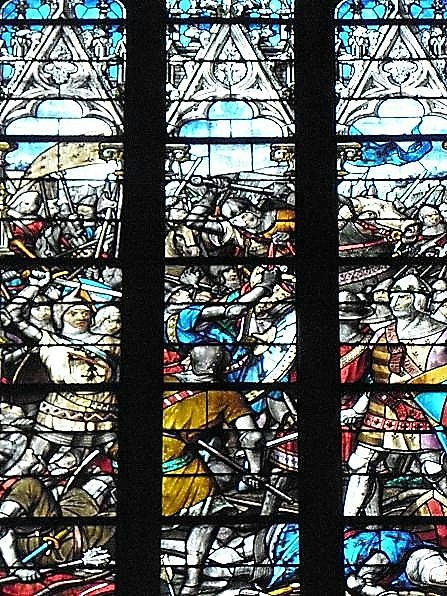
Rappresentazione della battaglia di Auray sulla vetrata della Basilica di Notre-Dame-de-Bonne-Nouvelle, Rennes
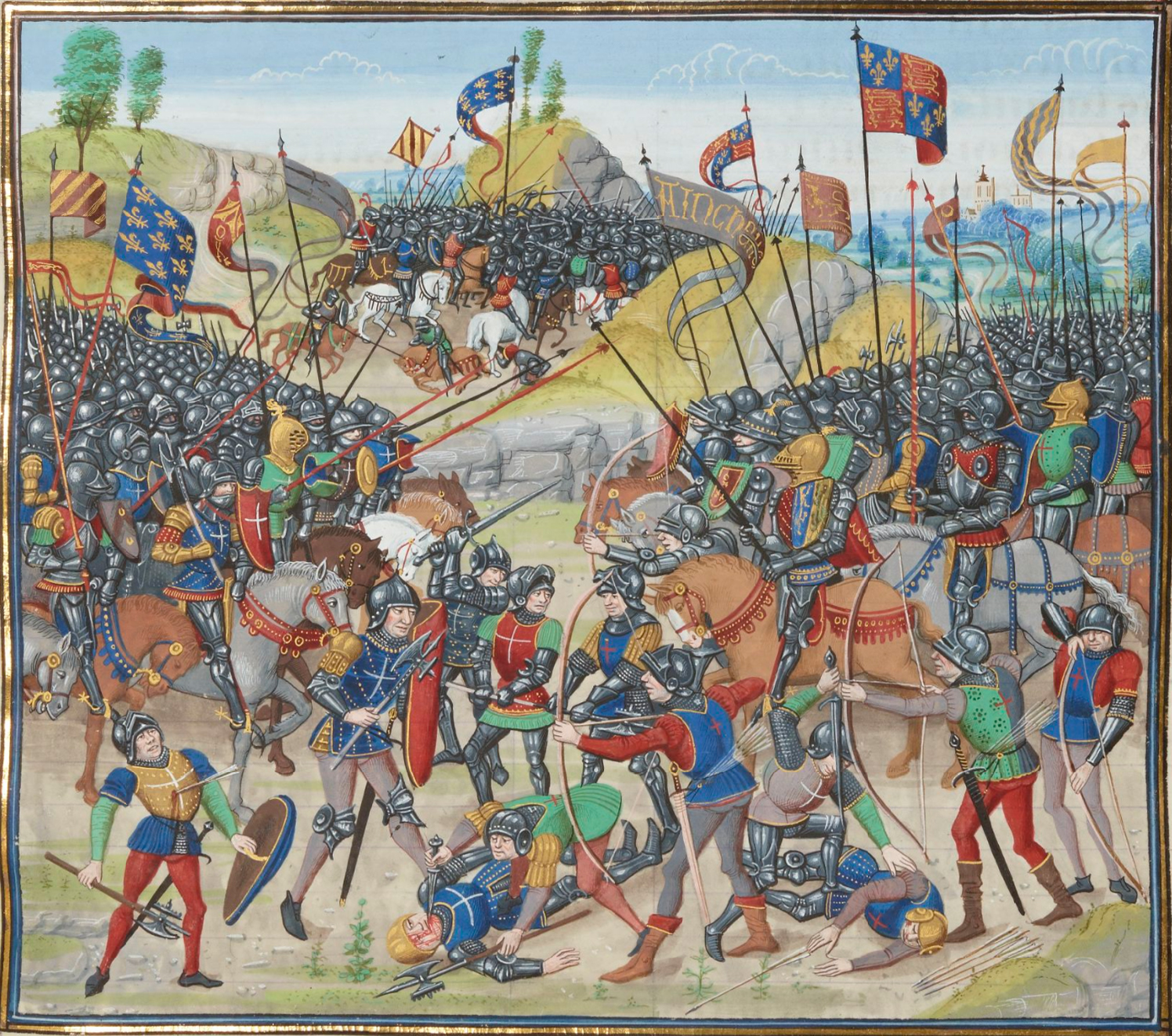
Battaglia di Auray 1364, "Chroniques"
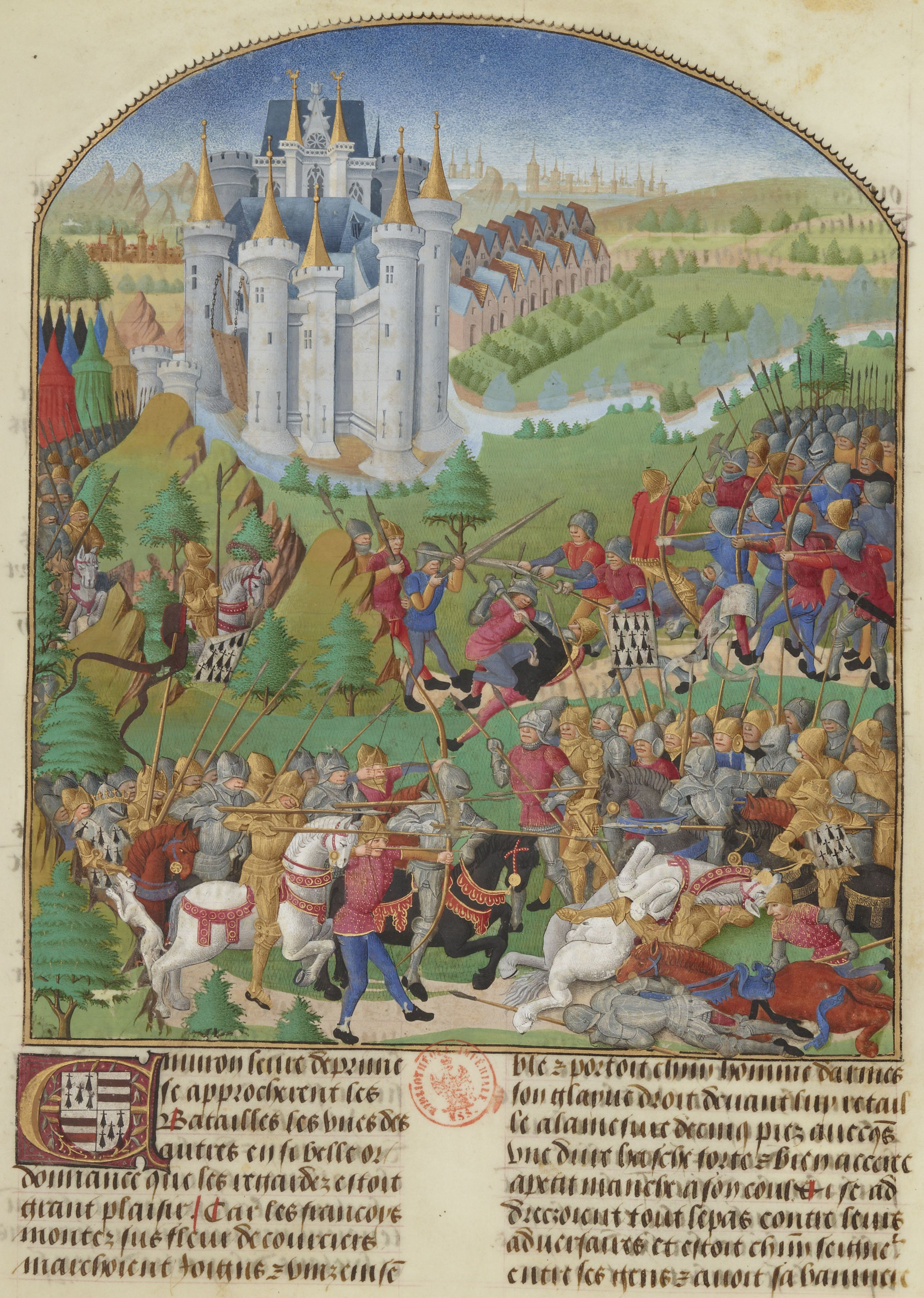
Battaglia di Auray (1364), Bibliothèque Nationale de France, Paris
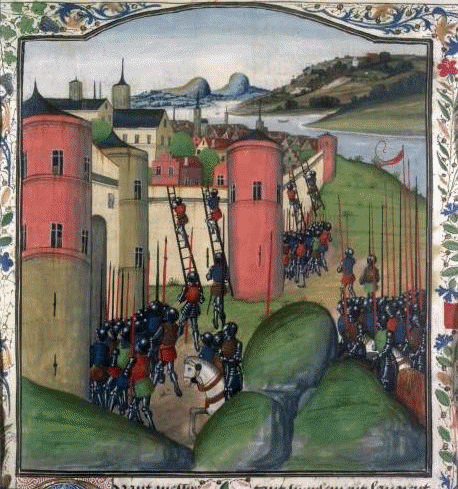
Primo Assedio di Vannes del 1342 da parte di Carlo de Blois Chattilon
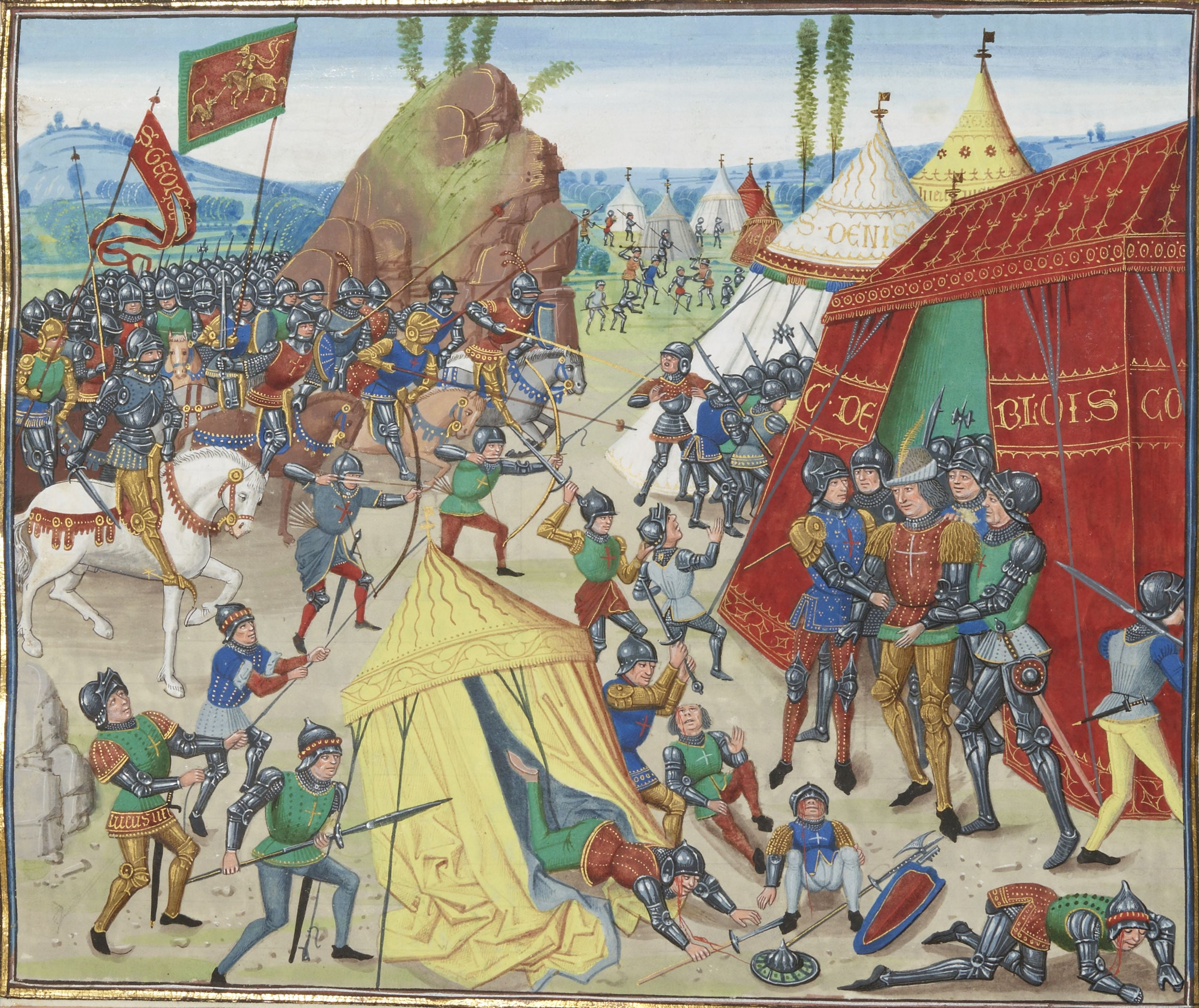
Charles de Blois Chattilon, viene fatto prigioniero al termine della battaglia di Roche Derrien nel 1347

### Letteratura storiografica
- A. Coville, "Francia: la guerra dei cent'anni (fino al 1380)", cap. XVI, vol. VI (Declino dell'impero e del papato e sviluppo degli stati nazionali) della Storia del Mondo Medievale, 1999, pp. 608–641.
- (FR)  Histoire de la maison de Chastillon-sur-Marne.
- (FR)  Histoire généalogique de la maison royale de Dreux (Paris), Luxembourg.
- (FR)  Histoire ecclésiastique et civile du duché de Luxembourg et comté ..., Volume 5.
- (FR)  Dictionnaire de la noblesse.
- (FR)  Histoire de la maison de Chastillon-sur-Marne.
- "The Franciscan Book of Saints", Marion A. Habig, OFM
- Jean Froissart Chroniques